# Harpo (chanteur)
Pour les articles homonymes, voir Harpo.
Jan Torsten Svensson, connu sous le nom de Harpo, né le 5 avril 1950, est un chanteur pop suédois. Il est populaire en Suède et dans toute l'Europe dans les années 1970 et est surtout connu pour ses succès mondiaux Moviestar (en) et Horoscope, qui atteignent en 1976 la 24e place du UK Singles Chart, et la troisième place de l'Australian Singles Chart.

## Biographie
Harpo a commencé sa carrière à la fin des années 1960 en tant qu'acteur de théâtre pour enfants. Lors d'une tournée en Suède, il commence à écrire des chansons. En 1972, il signe un contrat avec Stig Anderson chez Polar Music. Anderson l'a assigné à des producteurs de disques internes, Benny Andersson et Björn Ulvaeus . 
Le projet est qu'Andersson et Ulvaeus travaillent avec Harpo sur un album pour enfants en suédois. La collaboration ne fonctionne pas et Anderson libère Harpo de son contrat. Harpo ensuite signe avec EMI et forme un partenariat créatif réussi avec le producteur Bengt Palmers. 
Harpo sort ses deux premiers singles en 1973 - Honolulu et Sayonara. Les deux sont des succès et atteignent le Top dix du classement Tio-i-topp. Sayonara occupe la première place pendant cinq semaines consécutives entre janvier et février 1974. 
Le 27 février 1975, Harpo enregistre la chanson pour laquelle il deviendra le plus célèbre - Moviestar. L'une des choristes de ce jour-là est Anni-Frid Lyngstad (Frida) de ABBA. Il a parfois été rapporté qu'Agnetha Fältskog a également chanté sur la chanson, mais c'est faux. La deuxième chanteuse est Lena Ericsson. Frida a également fourni des chœurs sur la chanson Pin Up Girl sur le deuxième album de Harpo, Harpo & Bananaband. 
Moviestar est un énorme succès. Il atteint la première place en Suède, en Norvège, en Autriche, en Suisse et en Allemagne de l'Ouest, est numéro 3 en Australie, numéro 9 en Nouvelle-Zélande, numéro 13 en Irlande et numéro 24 au Royaume-Uni. Une version en langue suédoise se classera numéro 1 sur radio Svensktoppen. Il fait de nombreuses apparitions à la radio et à la télévision à travers l'Europe. 
Harpo a sorti un certain nombre de follow up singles, notamment Motorcycle Mama (numéro 9 en Allemagne) et Horoscope (numéro 1 au Danemark et numéro 3 en Allemagne). 
En 1977, il se rend à Los Angeles, aux États-Unis, avec sa femme et son producteur Bengt Palmers. Le résultat est l'album The Hollywood Tapes qui engendre le single à succès Television. En 1977, Harpo fait la une des journaux en refusant de participer au service militaire suédois. En conséquence, il va en prison pendant un mois. 
En 1978, il revisite les chansons sur lesquelles il avait initialement travaillé avec Andersson et Ulvaeus en 1972. Le résultat consiste en un album pour enfants Jan Banan och hans flygande matta, suivi par un album de ses chansons rock préférées. Ces deux projets sont en suédois. 
Harpo se remet à la musique pop traditionnelle en 1980. Il signe avec le label de Mickie Most, RAK et sort un single, She Loves It Too. En fait, Harpo a eu la chance d'être sur RAK dès 1973. Il rencontre Most à Londres, mais décide de ne pas déménager à Londres. 
Il a un accident en août 1980. En plus d'être musicien, il est aussi entraîneur de chevaux et l'un de ses chevaux, Starter, soudainement donne plusieurs coups de pied à Harpo au visage. Les blessures sont si graves qu'il perd son odorat et la vue d'un œil. Pour montrer qu'il n'y a pas de rancune, Harpo dédie son album suivant à son cheval, Starter. 
Harpo continue à enregistrer tout au long des années 1980 et au début des années 1990. En 1985, il produit plusieurs groupes suédois dont Shanghai, Suzzies Orkester et +1. En 1987, il crée sa propre maison de disques, Igloo Records. 
Après son album de 1992, il sort un single, Sounds Like Love, en Allemagne en 1994. En 1997, il contribue à deux nouvelles chansons pour un album de compilation de ses plus grands succès, Harpo Hits!
Il sort son dernier album, Jan Harpo Svensson 05 en avril 2005. Il fait une longue tournée en Allemagne en 2007.

## Discographie

### Singles
| Year | Single                                       | Chart Positions | Chart Positions | Chart Positions | Chart Positions | Chart Positions |
| Year | Single                                       | AU              | UK              | SE              | DE              | DK              |
| ---- | -------------------------------------------- | --------------- | --------------- | --------------- | --------------- | --------------- |
| 1973 | Honolulu                                     | -               | -               | -               | -               | -               |
| 1973 | Sayonara                                     | -               | -               | 1               | -               | -               |
| 1974 | My Teenage Queen                             | -               | -               | -               | -               | -               |
| 1974 | Baby Boomerang                               | -               | -               | -               | -               | -               |
| 1975 | Rock 'n' Roll Maskin                         | -               | -               | -               | -               | -               |
| 1975 | Moviestar (English version)                  | 3               | 24              | 1               | 1               | 1               |
| 1975 | Moviestar (Swedish version)                  | -               | -               | 1               | -               | -               |
| 1975 | Motorcycle Mama                              | -               | -               | 8               | 9               | -               |
| 1976 | Horoscope                                    | 24              | -               | 5               | 3               | 1               |
| 1976 | Rock 'n' Roll Clown                          | 80              | -               | -               | 12              | -               |
| 1977 | Dandy                                        | -               | -               | -               | -               | -               |
| 1977 | In the Zum-Zum-Zummernight (English version) | -               | -               | -               | 13              | -               |
| 1977 | Som ett zom-zom-zommarbi (Swedish version)   | -               | -               | -               | -               | -               |
| 1977 | Television                                   | -               | -               | -               | -               | -               |
| 1977 | San Franciscan Nights                        | -               | -               | -               | -               | -               |
| 1978 | With a Girl Like You                         | -               | -               | -               | -               | -               |
| 1978 | Djungel-Jim                                  | -               | -               | -               | -               | -               |
| 1978 | Bianca                                       | -               | -               | -               | -               | -               |
| 1979 | Hjälp mig Rune                               | -               | -               | -               | -               | -               |
| 1979 | Johanssons boogie woogie vals                | -               | -               | -               | -               | -               |
| 1980 | She Loves It Too                             | -               | -               | -               | -               | -               |
| 1981 | Yes I Do                                     | -               | -               | -               | -               | -               |
| 1981 | Records and Tapes                            | -               | -               | -               | -               | -               |
| 1982 | Rain and Thunder                             | -               | -               | -               | -               | -               |
| 1983 | Light a Candle                               | -               | -               | -               | -               | -               |
| 1985 | Summer of '85                                | -               | -               | -               | -               | -               |
| 1986 | På andra sidan Atlanten                      | -               | -               | -               | -               | -               |
| 1987 | Living Legends                               | -               | -               | -               | -               | -               |
| 1987 | Tear Gas                                     | -               | -               | -               | -               | -               |
| 1990 | Moviestar '90                                | -               | -               | -               | -               | -               |
| 1991 | Down at the Club                             | -               | -               | -               | -               | -               |
| 1992 | Lycka (with Ted Gärdestad)                   | -               | -               | -               | -               | -               |
| 1994 | Sounds Like Love                             | -               | -               | -               | -               | -               |
| 1997 | Christmas                                    | -               | -               | -               | -               | -               |
| 1999 | Sayonara (remix)                             | -               | -               | -               | -               | -               |
| 2000 | Honolulu                                     | -               | -               | -               | -               | -               |
| 2000 | Love Is Just a Game (Unreleased)             | -               | -               | -               | -               | -               |
| 2005 | Här är ängarna                               | -               | -               | -               | -               | -               |

### Albums
- Leo the Leopard (1974)
- Harpo & Bananaband (1975)
- Moviestar (1976)
- Smile (1976)
- The Hollywood Tapes (1977)
- Jan Banan och hans flygande matta (1978)
- Råck änd råll rätt å slätt (1979) (Jan Harpo Svensson)
- The Fool of Yesterday (Will Be the Fool of Tomorrow) (1981)
- Let's Get Romantic (1984)
- Harpo (1988) (parfois référencé sous le nom de Igloo or London)
- Hemliga låden (1990) (Harpo Show)
- Harpo (1992) (ne doit pas être confondu avec l'album du même nom de 1988)
- Jan Harpo Svensson 05 (2005) (Jan Harpo Svensson)

### Compilations
- Harpo Hits (1977)
- 20 Bästa (1980)
- Portrait of Harpo (1991)
- Moviestar Greatest Hits (1993)
- Samlade Hits (1995) (CD contenant Let's Get Romantic et quatre autres hits)
- Moviestar (1996)
- Harpo Hits! (1997)
- Premium Gold Collection (1999)
- Moviestar: The HitStory of Harpo (1999)
- The Collection (2001)
- Klassiker (2003)